# 10 años: Un panteón muy vivo
10 años: Un panteón muy vivo es el primer álbum en vivo de la banda mexicana de rock y ska Panteón Rococó y fue lanzado al mercado en 2006 por la disquera Sony BMG.

## Información general
En el 2005, Panteón Rococó cumplió 10 años de carrera y la agrupación lo festejó en un magno concierto que se efectuó en el Faro de Oriente, U.H. Solidaridad, delegación Iztapalapa en el Distrito Federal, México. Todo fue grabado para dar vida al disco Un panteón muy vivo, el cual fue publicado en formato de CD + DVD.

## Listado de canciones
Todas las canciones escritas y compuestas por Panteón Rococó excepto «Mal bicho» de Flavio Cianciarulo y Mercenario de George Abel Ramirez (Juguete Rabioso).
1. "Dime" – 5:01
2. "La ciudad de la esperanza/Mal bicho  – 6:41
3. "Shock de realidad" – 3:27
4. "Páralo" – 4:27
5. "Gente reacción" – 3:57
6. "Xeno" – 3:45
7. "Asesinos/Punk-0" – 2:55
8. "Mercenario" – 3:42
9. "No te detengas" – 5:45
10. "Cúrame" – 4:10
11. "Pecho tierra" – 3:39
12. "Centerfold Blues/La rubia y el demonio" – 6:27
13. "Cumbia del olvido" – 4:20
14. "Cosas del ayer/Punk-0" – 4:31
15. "Esta noche" – 3:13
16. "La dosis perfecta" – 6:29
17. "La carencia" – 7:03

## Créditos
- Dr. Shenka - voz, coros y programación.
- Darío Espinosa - bajo acústico y eléctrico.
- Hiram Paniagua - batería.
- Leonel Rosales - guitarra.
- Rodrigo Gorri Bonilla - guitarra.
- Felipe Bustamante – teclado.
- Paco Barajas  – trombón.
- Missael – saxofón y zurna.
- Tanis  – percusiones, cajón y zurna.

### Músicos invitados
- Jesús Díaz - armónica.
- Odisea Valenzuela - voz.
- Flavio Cianciarulo – bajo sexto, guitarra y voz.
- Yussa Farfán – percusiones
- Rolando Ortega (Roco) - voz
- Pato - guitarra

### Personal técnico
- Josef Anguiano – coordinación de producción
- Gabriel Castañón – asistente
- Víctor Hernández – asistente de producción
- Jesús Montoya – consulta artística
- Álvaro Villagra – grabación, mezcla, masterización, órgano Hammond.